# 양세형
양세형(梁世炯, 1985년 8월 18일 ~ )은 대한민국의 희극 배우, 유튜버, 방송인이다.

## 생애
1985년 8월 18일, 경기도 동두천시 출신의 희극 배우이다. '쭤뻐쭤뻐', '양세바리', '동두천 또라이', '동두천 청설모', '원숭이' 등의 별명으로 많이 알려진 바 있는 그는 2002년 연극배우로 첫 데뷔하였으며 이듬해 2003년 SBS 공채 개그맨 7기로 정식 데뷔하였다. 그의 대표작으로는 SBS 《웃찾사 시즌 1》, tvN 《코미디빅리그》 등이 있으며, 가족으로는 같은 희극 배우로써 활동 중인 남동생 양세찬이 있다. 과거 무한도전에 합류하여 정식 멤버로 출연을 하였으며 현재는 MBC 구해줘 홈즈에서 MC로 활약 중이다. 경민대학은 다녔으나 중퇴를 하였으며 동두천고등학교를 졸업히게 된 졸업생이다. 종교는 남동생 양세찬과는 같이 천주교이다. 군대는 일찍 입대를 하여 군복무를 하였고 빠르게 전역울 하며 방송에 복귀를 했다.

## 연예 활동

### 방송
- KBS2 《옥탑방의 문제아들》 (2024)
- MBC 《놀면 뭐하니?》
  - 175회 (2023.3.4)
- SBS 《관계자 외 출입금지》  (2023)
- MBN 《불타는 장미단》
- KBS2 《오케이 오케이》 (2022)
- KBS2 《이별도 리콜이 되나요?》 (2022)
- TV조선 《골프왕》(2021~2022)
- MBC 《바꿔줘! 홈즈》(2021)
- SBS 《백종원의 골목식당》 - 게스트 출연 (2020)
- 백파더 (2020~2021)
- MBC 《무한도전》
- SBS 《정글의 법칙 with 바탁》
- JTBC 《돈길만 걸어요 - 정산회담》
- SBS 《맛남의 광장》
- MBC 《구해줘! 홈즈》
  - 10회(2019.6.2), 20회(2019.8.11)~
- MBC 《놀면 뭐하니?》
  - 1회(2019.7.27), 3회(2019.8.10), 5회(2019.8.24), 28회(2020.2.1)
- MBC 《쇼! 음악중심》
  - 647회(2019.8.31)
- JTBC 《해볼라고》(2019년)
- tvN 《뭐든지 프렌즈》 (2019년)
- SBS 《미추리 8-1000》
- MBC 《호구의 연애》
- SBS 《가로채널》
- KBS Joy 《양세형의 짤방공작소》
- Olive 《다해먹는요리학교: 오늘 뭐 먹지?》
- MBC 《할머니네 똥강아지》
- MBN 《현실남녀》
- MBN 《현실남녀 2》
- tvN 《선다방》
- tvN 《선다방 가을겨울편》
- MBC 《전지적 참견 시점》
- SBS 《집사부일체》
- tvN 《골목대장》
- Mnet 《양남자쇼》
- Mnet 《신양남자쇼》
- JTBC 《크라임씬 시즌 3》
- tvN 《집밥 백선생 시즌 3》
- JTBC 《말하는대로》 21회 (2017.2.15)
- MBC 《오빠생각》
- 《희극지왕》
- 《양세형의 숏터뷰》
- SBS 《씬스틸러》
- 《잘 먹겠습니다》
- 《손맛토크쇼 베테랑》
- 《셀프 디스 코믹 클럽》
- 《더 벙커 시즌 7》
- 《개밥 주는 남자》
- MBC 《능력자들》
- SBS 《동상이몽, 괜찮아 괜찮아》
- 《부르면 갑니다 머슴아들》
- 《테이스티로드》160220 E1
- 《보컬 전쟁: 신의 목소리》
- 《라디오스타》160203, 160210 사랑과 전쟁
- 《이제 만나러 갑니다》
- 《이호정의 Beauty Inside》 * 2화
- 《뇌섹시대 - 문제적남자》 * 레전드
- 《타임하우스》
- 《눈치왕》
- 《나와라 오바》
  - TV 프로그램은 아니고 페이스북 페이지 'tvN go'에서만 볼 수 있다. (tvN go)
- 《수요학식회》
  - 위 설명과 동일 (tvN go)
- OGN(온게임넷) 《한판만 시즌 3》 안정된 탑솔러
- 《세상 어디에도 없는 대결》
- 《무작정 패밀리 시즌 3》
- 《나인 투 식스》
- 《웃찾사 시즌 2》
  - 귀요미 귀요미 역
  - 친구네 엄마 친구 역
- 《이야기쇼 두드림》
- 《슈퍼스타K4》
- 《강심장》
- 《두근두근 여보세요》
- 《코미디 빅리그 2012-2013》
  - 내 생애 최고의 스타 스타 역
  - 킬빌 킬러의 지배자 역
  - 솔로 탈출 캠프 조교 역
  - 양세바리 양세바리 역
- 《다이아몬드 걸 시즌 2》
- 《SNS 마케팅쇼 완판기획》
- 《다이아몬드 걸》
- 《기막힌 동물원》
- 《토요일 톡리그》
- 《코미디 빅리그 시즌 3》
  - 사생팬 팬클럽 회장 역
  - 양아치 생 양아치 형 역
- 《BIGMONEY》
- 《기막힌 동물원》
- 《코미디 빅리그 시즌 2》
  - 게임폐인 게임폐인 역
- 《코미디 빅리그 1》
  - 남희, 성희, 미희 성희 역
  - 리얼 개그 나는 개그맨이다 양세형 역
  - 카페 투썸 팰리스 감독 역
  - 해결됐어요
- 《천 번의 입맞춤》
- 《tvN enews》
- 《웃찾사》
  - 화상고 쭤뻐쭤뻐(2004~2005)
  - 몽키브라더스 몽키 파이브 역(2006)
  - 신인의 한계 신인 역(2006)
  - 비트보이즈 대장 역(2006)
  - 헬로우 비보이(2007)
- 《뻔뻔개그쇼》
- 《이야기쇼 두드림》
- 《체험 삶의 현장》
- 《코미디 빅리그 시즌 5》
- 《맛남의 광장》
  - 게임 특목고 리신 야스오 베인 역(게임폐인)
  - 187 187cm 역
  - 직업의 정석 웨이터 양세바리 역
  - 깽스맨 강다구, BJ강속구 역
  - 왕자의 게임 초딩왕자 역
  - B.O.B 패밀리 리더 역 *위와 동일
  - 공개수배 *위와 동일
  - 으랏차차 대한민국 천재 발굴단 학생 역
- MBN 《불타는 장미단》

### 웹예능
- 《핑계고》 (2023, 2024)
- 《쑥쑥》 (2024)

### 라디오
- SBS 러브FM 《윤형빈, 양세형의 투맨쇼》

### 드라마
- 2011 MBC 《최고의 사랑》
- 2011 MBN 《갈수록 기세등등》
- 2012 MBC 《천 번의 입맞춤》
- 2012 tvN 《응답하라 1997》 - 양세형 역 (특별출연)

### 영화
- 2005 《강력3반》 - 오디오 도둑 역
- 2006 《애정결핍이 두 남자에게 미치는 영향》 - 양군 역
- 2009 《가지 않는, 모든 것들》
- 2012 《가문의 귀환》 - 김동석 역 (특별출연)

### 앨범
- 2016 《개밥주는 남자 OST》 - 견습생
- 2018 HOT Knight (Feat. 양세형) - 토니안
- 2019 시져시져 (Feat. 양세형) - 유세윤

### 광고
- 2020 맥도날드 트리플 치즈버거,쿼터파운더 치즈 디럭스
- 2019 우체국 스마트 뱅킹[2][3][4]
- 2019 랄라블라[5][6]
- 2019 a.stop[7]
- 2018 동국제약 마데카솔(형제 동반출연)[8]
- 2017 넥슨 테일즈런너R[9][10]
- 2017 롯데칠성음료 스트롱사이다 5.0[11][12][13][14]
- 2017 롯데제과 꼬깔콘[15][16][17][18][19][20]
- 2017 토마토 클래스[21]
- 2017 굽네치킨 볼케이노(+치밥)[22][23][24]
- 2017 삼성페이 양세형과 홍진경의 삼페숏핑[25][26][27]
- 2017 동국제약 마데카솔[28][29][30]
- 2017 NE_능률교육[31][32][33][34]
- 2016 NE_능률교육 - 주니어랩[35]
- 2016 티몬 행복을 바리바리[36]
- 2016 토마토 토익[37]
- 2016 삼성-홀가분 나이트마켓 2016[38][39][40][41][42]
- 2016 해서린 바이 엘리자베스[43]
- 2016 킹 오브 킹즈[44][45][46]
- 2016 투믹스 웹툰[47][48][49][50][51][52][53][54]
- 2016 켈로그 첵스초코[55]
- 2016 하이네켄 데스페라도스[56][57]
- 2016 기아자동차 K3 판매왕[58][59][60][61][62]
- 2016 미스터피자[63]
- 2012 대신증권[64]
- 용의 전설 레전더

## 경력
- 2011년 8월: 제주 세계 7대 자연경관 도전 홍보대사
- 2012년 3월: 병역이 자랑스러운 세상 만들기 캠페인 홍보대사

## 수상
- 2006년 SBS 코미디대상 네티즌 인기상
- 2012년 제6회 Mnet 20's Choice 20's 개그 캐릭터상
- 2012년 제19회 대한민국 연예 예술상 남자 희극인상
- 2016년 제1회 tvN10 어워즈 남자부문 코미디상
- 2016년 SAF SBS 연예대상 모바일 아이콘상
- 2016년 MBC 방송연예대상 인기상
- 2017년 제53회 백상예술대상 TV부문 남자예능상
- 2017년 MBC 방송연예대상 버라이어티부문 우수상
- 2018년 SBS 연예대상 쇼・토크부문 최우수상
- 2020년 제32회 한국PD대상 출연자상 코미디언 부문
- 2019년 SBS 연예대상 SBS 명예사원상
- 2019년 MBC 연예대상 버라이어티부문 최우수상
- 2020년 SBS 연예대상 프로듀서상
- 2021년 SBS 연예대상 올해의 예능인상
- 2021년 MBC 연예대상 베스트 엔터테이너상
- 2022년 KBS 연예대상 리얼리티부문 남자 신인상
- 2023년 MBC 연예대상 쇼·버라이어티 부문 베스트 엔터테이너상

## 같이 보기
- 양세찬
- 유재석
- 하하
- 박명수
- 정준하
- 황광희
- 조세호
- 박나래
- 유세윤
- 유병재
- 전현무
- 이영자
- 김신영
- 송은이
- 이승기
- 김동현
- 신성록
- 육성재
- 이상윤
- 유인나
- 이적
- 장동민
- 붐
- 노홍철
- 김태호 (연출가)
- 차은우
- 백종원
- 박승대
- 정주리
- 박규선
- 김기욱
- 정찬우
- 김태균
- 김숙